# Ruine Berneck
Die Ruine Berneck, auch Ruine Tischneck genannt, ist die Ruine einer Spornburg auf 620 m ü. NN im Bernecktal nordöstlich von Tennenbronn im baden-württembergischen Landkreis Rottweil. Sie steht auf einem bewaldeten Felsen gegenüber der sogenannten „Teufelsküche“.
Über die Geschichte der Burg ist wenig bekannt. Man weiß nur, dass sie im Besitz der Herren von Falkenstein und Ramstein war.
Die Burg ist von einem bis zu drei Meter tiefen Graben umgeben. Es sind Reste des ehemaligen Wohnturms und einige Mauerstücke von unklarer Bedeutung erhalten. An einem der Quader befindet sich ein Steinmetzzeichen, das auch auf der Ruine Ramstein zu finden ist. Es handelte sich möglicherweise um denselben Steinmetzen und eine Bauzeit im selben Zeitraum. Da Buckelquader ohne Zangenlöcher verbaut wurden, vermutet man eine Entstehungszeit vor dem Jahr 1230.
Zwischen 1960 und 1963 wurden auf der Ruine Grabungen durchgeführt, wobei unter anderem Becherkacheln gefunden wurden, die in die Zeit zwischen 1250 und 1275 gehören. Da die gesamte Fundschicht von einer Ascheschicht bedeckt war, ist von einer Zerstörung der Anlage durch Brand auszugehen.